# William Pearson (astronom)
William Pearson, FRS, angleški učitelj in astronom, * 23. april 1767, Whitbeck, grofija Cumberland, Anglija, † 1847.
Pearson je bil eden od ustanoviteljev Astronomske družbe iz Londona in avtor dela Practical Astronomy, 2. zvezka 1825 in 1829.
Leta 1829 mu je Kraljeva astronomska družba podelila svojo zlato medaljo.